# 宇高基輔
宇高 基輔（うだか もとすけ、1911年10月1日 - 1994年4月23日）は、日本の経済学者。東京大学名誉教授。マルクス経済学を研究した。

## 来歴
岡山県生まれ。旧制閑谷中（現：岡山県立和気閑谷高等学校）、旧制第三高等学校を経て、1936年東京帝国大学経済学部卒。戦後、東京大学社会科学研究所助教授、教授、1972年定年退官。また、専修大学教授を務めた。1994年4月23日、肝不全のため死去。

## 著書
- 『マルクス経済学』青林書院 1959 新経済学演習講座

## 編著
- 『経済学講座 第4巻.社会主義経済』編 大月書店 1954
- 『マルクス経済学』編 青林書院 1960 新経済学演習講座
- 『マルクス経済学講座』全4巻 宇佐美誠次郎、島恭彦共編 有斐閣 1963-1966
- 『マルクス経済学体系』全3巻 宇佐美誠次郎、島恭彦共編 有斐閣 1966
- 『社会主義経済論』編 1975 有斐閣双書

## 翻訳
- カール・マルクス『経済学批判』日本評論社 1949 世界古典文庫
- レオンチエフ『資本論論攷』土屋保男共訳　1954　青木文庫
- レーニン『新経済政策 上』編訳 1955 青木文庫
- レーニン『資本主義の最高の段階としての帝国主義』1956 岩波文庫
- レーニン『国家と革命』1957 岩波文庫
- M.B.コルガーノフ『社会主義社会における所有』福島正夫、藤田勇共訳 有斐閣 1960
- デ・イ・ローゼンベルグ著 エス・エリ・ヴィゴドスキー編『資本論注解』全5巻 副島種典共訳 青木書店 1962-1964
- エンゲルス『「資本論」綱要 他九篇』宇佐美誠次郎共訳 大月書店 1967 国民文庫
- E・H・カー『ボリシェヴィキ革命 1917-1923』第2-3巻 みすず書房 1967-1971
- ツァゴロフ,キーロフ共編『資本論と現代資本主義の諸問題』協同産業 1969

## 参考
- 宇高基輔教授略歴,主要著作目録『社会科学研究』1972-03